# Temporada 2019-2020 de la UE Figueres
La vuitena temporada consecutiva a Tercera Divisió de la nova etapa de la Unió Esportiva Figueres va estar marcada per la interrupció de la lliga a la jornada 27, el 8 de març de 2020, a causa de la pandèmia per coronavirus. El 6 de maig, la RFEF va donar per acabades les competicions de Segona Divisió B i Tercera Divisió. D'aquesta manera, el Figueres va acabar classificat en 14a posició, després d'una temporada fluixa en què l'equip s'anava acostant als perillosos llocs de descens.

## Fets destacats
2019
- 3 d'agost: el Figueres cau derrotat a la tanda de penals al camp de la FE Grama en la 1a ronda de la Copa Catalunya.[3]
- 1 de setembre: primera jornada de lliga, en la qual el Figueres cau per 0 gols a 2 al camp del CE Manresa.[4]
- 6 de novembre: El gerent del club, Javier Salamero, en una polèmica decisió,[5] destitueix l'entrenador Xavier Agustí (a la jornada 11 del campionat de lliga, amb la Unió en 15a posició), i ell mateix el substitueix com a entrenador, funció que combina amb la de gerent del club,[6] després d'un estiu tens per la marxa de fins a 7 jugadors al CF Peralada, inclosos els 4 capitans de la passada campanya.[7]

2020
- 6 de maig: La RFEF dona per acabades les lligues de futbol no professional, inclosa la Tercera Divisió, a causa de la pandèmia per coronavirus,[8] sense descensos. El Figueres acaba 14è classificat i continua una temporada més a Tercera.

## Plantilla
| Núm. | Pos. |                   | Jugador                                | Procedència               | Temporada |
| ---- | ---- | ----------------- | -------------------------------------- | ------------------------- | --------- |
|      | POR  | Catalunya         | Àlex Campos Llambrich (Campos)         | Palamós CF                | 2018-2019 |
|      | POR  | Letònia           | Romans Carrillo (Carrillo)             | CE Sabadell FC            | 2019-2020 |
|      | POR  | Guinea Equatorial | Aitor Embela Gil (Embela)              | UD Logroñés B             | 2019-2020 |
|      | DEF  | Catalunya         | Pol Tarrenchs Casanovas (Tarrenchs)    | Palamós CF                | 2018-2019 |
|      | DEF  | Catalunya         | Genís Balaguer Romero (Balaguer)       | Palamós CF                | 2019-2020 |
|      | DEF  | Catalunya         | Carles Gallardo Saurina (Gallardo)     | CD Banyoles               | 2019-2020 |
|      | DEF  | Catalunya         | Mario Jiménez García (Jiménez)         | UE Llagostera B           | 2019-2020 |
|      | DEF  | Catalunya         | Oriol Ayala Serra (Ayala)              | CF Reus Deportiu B        | 2019-2020 |
|      | DEF  | Catalunya         | Christian Belenchón Marco (Belenchón)  | CD Llanes                 | 2019-2020 |
|      | DEF  | Catalunya         | Joel Arumí Garcia (Arumí)              | UE Olot (cedit)           | 2019-2020 |
|      | MIG  | Senegal           | Bora Manel Barry Baldé (Barry)         | Palamós CF                | 2018-2019 |
|      | MIG  | Catalunya         | Marc Gelmà Castillo (Gelmà)            | Palamós CF                | 2018-2019 |
|      | MIG  | Catalunya         | Marc Carreras López (Carreras)         | juvenil                   | 2019-2020 |
|      | MIG  | Catalunya         | Gabriel Vidal González (G. Vidal)      | KKS Kalisz                | 2019-2020 |
|      | MIG  | Catalunya         | Modest Notario Racionero (Notario)     | CF Reus Deportiu B        | 2019-2020 |
|      | MIG  | Mèxic             | Carlos Alberto Treviño Luque (Treviño) | FC Atlas AC               | 2019-2020 |
|      | MIG  | Catalunya         | Oriol Pujadas Casellas (Pujadas)       | UE Olot (cedit)           | 2019-2020 |
|      | MIG  | Catalunya         | Pol Blay Cadanet (Blay)                | CF Peralada               | 2019-2020 |
|      | DAV  | Veneçuela         | Sergio Álvarez Castellano (Álvarez)    | ASD Acireale              | 2018-2019 |
|      | DAV  | Catalunya         | Josep Soler Barnosell (Soler)          | Palamós CF                | 2019-2020 |
|      | DAV  | Uruguai           | César Gustavo Bicker Viera (Bicker)    | Rocha FC                  | 2019-2020 |
|      | DAV  | Gàmbia            | Ousman Touray (Touray)                 | FC Ascó                   | 2019-2020 |
|      | DAV  | Bèlgica           | Jonathan Dubasin (Dubasin)             | Girona FC juvenil (cedit) | 2019-2020 |
|      | DAV  | Catalunya         | Iván Vidal González (I. Vidal)         | KKS Kalisz                | 2019-2020 |
|      | DAV  | Catalunya         | Abel Fàbregas Salayet (Fàbregas)       | UE Llagostera B           | 2019-2020 |
|      | DAV  | Catalunya         | Carles Coto Pagès (Coto)               | Volos FC                  | 2019-2020 |
|      | DAV  | Argentina         | Enzo Daniel Sarmiento (Sarmiento)      | AD Almudévar              | 2019-2020 |

Llegenda:  ·   Capità  ·   Juvenil  ·   Lesionat  ·   Altes  ·   Passaport europeu  ·   Extracomunitari  ·   Extracomunitari sense restricció
Altres jugadors utilitzats en partits amistosos: Felipe Acosta Bayer (sense equip), Pau Baró Estudis (juvenil), Ebrima Jawo (AE Roses), Sandy Mballo (juvenil), Ivan Medinilla Gómez (juvenil), Marc Reñé Maurici (juvenil), Maxi Rodríguez (sense equip), Adrià Serra Casulleras (juvenil), Joan Tubert Clos (juvenil)
| Baixes                     | Destinació        |
| Èric Pimentel López        | UA Horta          |
| Dan Coll Autet             | UE Vic            |
| Iván Murillo Martínez      | La Roda CF        |
| Carles Puig Casanovas      | CF Peralada       |
| Eduard Subirana Rabell     |                   |
| Èric Torres Rodríguez      | UE Llagostera B   |
| Joan Pons Barrera          |                   |
| Jordi Hostench Casanova    | CEF Bosc de Tosca |
| Álvaro Fernández Domínguez |                   |
| Ricard Mercader Frigola    | CF Peralada       |
| Sergi Romero Moreno        | CF Peralada       |
| Èric Vilanova Gifra        | CF Peralada       |
| Albert Canal Bartrina      | CF Peralada       |
| Xavier Ferrón Palau        | CF Peralada       |
| David Aroca Cuatrecasas    | CF Peralada       |
| Pere Espuña Sánchez        | Palamós CF        |
| Carles Tena Parra          | Santfeliuenc FC   |

## Resultats
| Amistosos |

| 28 juliol 2019 | UE Marca de l'Ham | 0 – 1                      | UE Figueres | Figueres                                                             |  |
| 20:00          |                   | L'Esportiu Mundo Deportivo | 43' Barry   | Municipal Marca de l'Ham · 200 espectadors · Albert Cortés Portell · |  |

| 31 juliol 2019 | FC L'Escala | 0 – 1                      | UE Figueres | L'Escala                                                            |  |
| 20:00          |             | L'Esportiu Mundo Deportivo | 53' Álvarez | Camp de futbol municipal · 250 espectadors · Marc Boada Barcelona · |  |

| 7 agost 2019 | AE Roses | 0 – 3                      | UE Figueres                        | Roses                                         |  |
|              |          | L'Esportiu Mundo Deportivo | 10' Álvarez · 46' 59' César Bícker | Municipal Mas Oliva · Jairo Zambrano Acosta · |  |

| 10 agost 2019        | UE Tossa      | 1 – 1 (pp.)                | UE Figueres | Tossa de Mar                                      |  |
| Trofeu Vila de Tossa | Caballero 34' | L'Esportiu Mundo Deportivo | 82' Álvarez | Camp de futbol municipal · Gerard Morgado Mateu · |  |
|                      |               | Tanda de penals            |             |                                                   |  |
|                      |               | 0 – 2                      |             |                                                   |  |

| 13 agost 2019                           | UE Olot                    | 2 – 2 (pp.)                | UE Figueres                  | Banyoles                                                                  |                         |
| 21:30 L Torneig de l'Estany - Semifinal | Xumetra 27' · K. Grant 60' | L'Esportiu Mundo Deportivo | 30' Treviño · 37' Iván Vidal | Nou Municipal de Banyoles · 700 espectadors · Alejandro Fernández Pérez · |                         |
|                                         |                            | Tanda de penals            |                              |                                                                           |                         |
| Baró · Simón                            | Baró · Simón               | 1 – 3                      | Germà · Treviño · Soler      | Germà · Treviño · Soler                                                   | Germà · Treviño · Soler |

| 14 agost 2019                       | FC Barcelona B                     | 4 – 0                      | UE Figueres | Banyoles                                                                 |  |
| 21:30 L Torneig de l'Estany - Final | Ansu Fati 8' · Marqués 13' 22' 58' | L'Esportiu Mundo Deportivo |             | Nou Municipal de Banyoles · 800 espectadors · Xavier Estrada Fernández · |  |

| 18 agost 2019 | UE Figueres | 1 – 1                      | Girona FC B | Figueres                                           |  |
| 20:00         | Soler 86'   | L'Esportiu Mundo Deportivo | 46' Naranjo | Municipal de Vilatenim · Alejandro Aguayo Prieto · |  |

| 25 agost 2019 | UE Figueres           | 2 – 2           | CE Europa                 | Figueres                 |  |
| 19:00         | Barry 29' · Soler 56' | Mundo Deportivo | 68' (p.) Serra · 81' Cano | Municipal de Vilatenim · |  |

| Copa Catalunya |

| 3 agost 2019             | FE Grama                 | 0 – 0 (pp.)                         | UE Figueres             | Santa Coloma de Gramenet                                                                                    |                         |
| 20:00 1a ronda           |                          | Mundo Deportivo L'Esportiu Acta FCF |                         | Can Peixauet · 200 espectadors · David Caro Gallardo · Cecilia Muñoz Di Giovambattista · Martín Barcelona · |                         |
|                          |                          | Tanda de penals                     |                         | |                         |
| García · Linares · Soler | García · Linares · Soler | 3 – 0                               | Barry · Jiménez · Ayala | Barry · Jiménez · Ayala                                                                                     | Barry · Jiménez · Ayala |

| Tercera Divisió-Grup 5 |

| 1 setembre 2019 | UE Figueres | 0 – 2                               | CE Manresa                   | Figueres                                                                                                |  |
| 18:00 Jornada 1 |             | Mundo Deportivo L'Esportiu Acta FCF | 43' Orellana · 90' (p.) Biel | Municipal de Vilatenim · 400 espectadors · Marc Oltra Saez · Xavier Delgado Mesa · Pauli Teruel Soler · |  |

| 7 setembre 2019 | CE L'Hospitalet                                          | 4 – 2                               | UE Figueres             | L'Hospitalet de Llobregat                                                                                            |  |
| 19:00 Jornada 2 | Ripoll 18' · Salinas 20' 48' · Gómez 47' · Rodríguez 48' | Mundo Deportivo L'Esportiu Acta FCF | 3' Gelmà · 82' I. Vidal | Estadi Olímpic Municipal de la Feixa Llarga · Xavier Ariño Jiménez · Jose Javier Gómez López · Sergi López Massana · |  |

| 11 setembre 2019 | UE Figueres              | 2 – 2                               | UE Sant Andreu           | Figueres |  |
| 18:00 Jornada 3  | Gelmà 21' · Balaguer 50' | Mundo Deportivo L'Esportiu Acta FCF | 29' Brugué · 40' Alcover | Municipal de Vilatenim · Miguel Ángel Moreno Villaécija · Alejandro Fernández Ruiz · Víctor Moreno Martínez · |  |

| 15 setembre 2019 | CE Banyoles | 1 – 0                               | UE Figueres | Banyoles |  |
| 18:00 Jornada 4  | Turon 40'   | Mundo Deportivo L'Esportiu Acta FCF |             | Nou Municipal de Banyoles · 350 espectadors · Bruno Montoro Ferreiro · José María Rodríguez Enrique · Jonathan Pérez Herrera · |  |

| 22 setembre 2019 | UE Figueres                  | 3 – 1                                  | CE Europa | Figueres                                                                                      |  |
| 16:30 Jornada 5  | Soler 35' 87' · I. Vidal 73' | [ Mundo Deportivo] L'Esportiu Acta FCF | 55' Serra | Municipal de Vilatenim · Jaume Gibert González · Joan Garcia Colomer · Lluc Bargués Busquet · |  |

| 29 setembre 2019 | Terrassa FC                | 2 – 1                               | UE Figueres  | Terrassa |  |
| 18:00 Jornada 6  | Arranz 68' · Fernández 81' | Mundo Deportivo L'Esportiu Acta FCF | 51' I. Vidal | Estadi Olímpic de Terrassa · Ainara Andrea Acevedo Dudley · Juan Miguel Tébar Hernández · Artur Argelés García · |  |

| 6 octubre 2019  | UE Figueres | 1 – 0                               | EC Granollers | Figueres |  |
| 16:30 Jornada 7 | Soler 26'   | Mundo Deportivo L'Esportiu Acta FCF |               | Municipal de Vilatenim · 300 espectadors · Héctor Robas Bondia · Miguel Ángel Alonso Martínez · Adrián Sánchez Torres · |  |

| 13 octubre 2019 | UE Vilassar de Mar | 1 – 1                               | UE Figueres | Vilassar de Mar |  |
| 17:30 Jornada 8 | Pena 55'           | Mundo Deportivo L'Esportiu Acta FCF | 76' Touray  | Estadi Municipal Xevi Ramon · 300 espectadors · Jonathan Miguel Teruel · Daniel Luque Ortuño · Max Elias Van Esso Castellet · |  |

| 20 octubre 2019 | FC Vilafranca | 1 – 0                               | UE Figueres | Vilafranca del Penedès |  |
| 12:00 Jornada 9 | Oribe 77'     | Mundo Deportivo L'Esportiu Acta FCF |             | Municipal d'Esports de Vilafranca · 250 espectadors · Óscar Carballo Vázquez · Jesús Gimeno Solans · Gerard Creus Soler · |  |

| 27 octubre 2019  | UE Figueres                 | 2 – 1                               | Cerdanyola del Vallès FC | Figueres |  |
| 16:30 Jornada 10 | Barry 20' (p.) · Touray 76' | Mundo Deportivo L'Esportiu Acta FCF | 71' Cano                 | Municipal de Vilatenim · 300 espectadors · Bernat Pedrol Vozmediano · Víctor Orgaz Serran · Rafael Rodríguez Díaz · |  |

| 3 novembre 2019  | UE Sants                   | 3 – 1                               | UE Figueres | Barcelona                                                                                          |  |
| 12:15 Jornada 11 | Navarro 51' 66' · Lage 87' | Mundo Deportivo L'Esportiu Acta FCF | 9' Dubasin  | Camp de l'Energia · 300 espectadors · Bernat Mas Lopez · Marc Bondia Lopez · Oriol Cartiel Arasa · |  |

| 10 novembre 2019 | UE Figueres | 1 – 1                               | Santfeliuenc FC | Figueres                                                                                      |  |
| 16:30 Jornada 12 | Dubasin 61' | Mundo Deportivo L'Esportiu Acta FCF | 30' Romo        | Municipal de Vilatenim · Alex Gómez Meneses · Xavier Delgado Mesa · Alberto Hernández Ortiz · |  |

| 17 novembre 2019 | UA Horta    | 1 – 3                               | UE Figueres                                        | Barcelona |  |
| 12:00 Jornada 13 | Barrera 24' | Mundo Deportivo L'Esportiu Acta FCF | 6' (p.) I. Vidal · 31' (p.p.) Morgade · 82' Touray | Municipal d'Horta Feliu i Codina · 300 espectadors · Xavier Alins Rodríguez · Pablo de la Iglesia Muñoz · El Arbi Hammouri · |  |

| 24 novembre 2019 | UE Figueres | 0 – 2                               | UE Castelldefels           | Figueres |  |
| 12:30 Jornada 14 |             | Mundo Deportivo L'Esportiu Acta FCF | 42' Aparicio · 76' Ramírez | Municipal de Vilatenim · 300 espectadors · Bruno Montoro Ferreiro · Daniel Luque Ortuño · Carlos Prim Rendé · |  |

| 1 desembre 2019 | Equip1 | Descansa | Equip2 |  |  |
| Jornada 15      |        |          |        |  |  |

| 15 desembre 2019 | UE Figueres              | 2 – 1                               | CF Pobla de Mafumet | Figueres |  |
| 12:30 Jornada 16 | Soler 23' · G. Vidal 51' | Mundo Deportivo L'Esportiu Acta FCF | 72' Coch            | Municipal de Vilatenim · 200 espectadors · José Antonio Fernández Morillo · Matilde Esteves Garcia Biajakue · Enric Montero Casado · |  |

| 21 desembre 2019 | CF Igualada                            | 3 – 6                               | UE Figueres                                                                   | Igualada                                                                                 |  |
| 18:00 Jornada 17 | Ehsan 27' · Triguero 46' · Grifell 65' | Mundo Deportivo L'Esportiu Acta FCF | 31' Soler · 36' Balaguer · 40' (p.) 76' I. Vidal · 83' Touray · 89' Sarmiento | Municipal Les Comes · Bernat Pedrol Vozmediano · Víctor Orgaz Serran · Marc Pujol Prat · |  |

| 5 gener 2020     | UE Figueres   | 1 – 1                               | CF Peralada | Figueres |  |
| 12:00 Jornada 18 | Soler 7' (p.) | Mundo Deportivo L'Esportiu Acta FCF | 59' Ortiz   | Municipal de Vilatenim · 900 espectadors · Enric Bureu Méndez · Max Elias Van Esso Castellet · Sergio García Cobos · |  |

| 12 gener 2020    | CP San Cristóbal | 0 – 0                               | UE Figueres | Terrassa |  |
| 12:00 Jornada 19 |                  | Mundo Deportivo L'Esportiu Acta FCF |             | Municipal de Ca N'Anglada · 250 espectadors · Marcos Fernández Quintero · Juan Miguel Tébar Hernández · Cristian Blesa Garcia · |  |

| 19 gener 2020    | CE Manresa                 | 2 – 2                               | UE Figueres                     | Manresa |  |
| 12:00 Jornada 20 | Rodríguez 21' · Benito 52' | Mundo Deportivo L'Esportiu Acta FCF | 41' (p.) I. Vidal · 74' Jiménez | Nou Estadi Municipal Congost · 250 espectadors · Jonathan Miguel Teruel · Jairo Ozaez González · Jordi Delgado Mora · |  |

| 26 gener 2020    | UE Figueres | 1 – 1                               | CE L'Hospitalet | Figueres                                                                                                  |  |
| 12:30 Jornada 21 | Barry 27'   | Mundo Deportivo L'Esportiu Acta FCF | 36' López       | Municipal de Vilatenim · 300 espectadors · Brian Díaz Díaz · Sergio Álvarez Ubric · Rafael Aguilar Prat · |  |

| 2 febrer 2020    | UE Sant Andreu                       | 3 – 2                               | UE Figueres              | Barcelona                                                                                                   |  |
| 12:00 Jornada 22 | Rivas 6' · Serrano 55' · Alcover 89' | Mundo Deportivo L'Esportiu Acta FCF | 30' Dubasin · 64' Touray | Municipal Narcís Sala · 550 espectadors · Joan Masip Vidal · Arnau Capdevila Espitia · Pol Mestrich Palau · |  |

| 9 febrer 2020    | UE Figueres                                            | 4 – 0                               | CD Banyoles | Figueres |  |
| 12:30 Jornada 23 | I. Vidal 42' · Soler 49' · Dubasin 65' · Sarmiento 73' | Mundo Deportivo L'Esportiu Acta FCF |             | Municipal de Vilatenim · 400 espectadors · Bernat Mas Lopez · Xavier Delgado Mesa · Antonio Ramírez Plaza · |  |

| 16 febrer 2020   | CE Europa                | 2 – 1                               | UE Figueres | Barcelona                                                                                              |  |
| 12:00 Jornada 24 | López 50' · Jorquera 87' | Mundo Deportivo L'Esportiu Acta FCF | 38' Gelmà   | Nou Sardenya · 600 espectadors · Rubén Mancera Antón · David Caro Gallardo · Eduardo Hernández Cacho · |  |

| 23 febrer 2020   | UE Figueres | 0 – 3                               | Terrassa FC               | Figueres |  |
| 12:00 Jornada 25 |             | Mundo Deportivo L'Esportiu Acta FCF | 8' 75' Arranz · 88' Poves | Municipal de Vilatenim · 600 espectadors · Carlos Albelda Bárcena · Marcos Molina Martínez · Xavier Montava Baqué · |  |

| 1 març 2020      | EC Granollers                                       | 5 – 4                               | UE Figueres                                   | Granollers                                                                                   |  |
| 12:00 Jornada 26 | Molins 10' · Martín 36' · Muñoz 51' 53' · Serra 73' | Mundo Deportivo L'Esportiu Acta FCF | 20' Dubasin · 55' 60' (p.) Soler · 67' Touray | Municipal Carrer Girona · Sergi Carrero Romera · Jesús Gimeno Solans · Pau Barnils Delgado · |  |

| 8 març 2020      | UE Figueres | 0 – 5                               | UE Vilassar de Mar                          | Figueres |  |
| 16:30 Jornada 27 |             | Mundo Deportivo L'Esportiu Acta FCF | 46' Bacari · 69' Eslava · 73' 79' 83' Gonpi | Municipal de Vilatenim · 350 espectadors · Ainara Andrea Acevedo Dudley · Matilde Esteves-Garcia Biajakue · Ylenia Sánchez Miguel · |  |

## Classificació
| Pos.                                                               | Equip                    | J  | G  | E  | P  | GF | GC | DG  | pts. |
| ------------------------------------------------------------------ | ------------------------ | -- | -- | -- | -- | -- | -- | --- | ---- |
| 1r                                                                 | CE L'Hospitalet          | 27 | 18 | 5  | 4  | 59 | 28 | +31 | 59   |
| 2n                                                                 | Terrassa FC              | 27 | 15 | 8  | 4  | 42 | 19 | +23 | 53   |
| 3r                                                                 | UE Sant Andreu           | 27 | 15 | 8  | 4  | 46 | 25 | +21 | 53   |
| 4t                                                                 | CE Europa                | 27 | 14 | 8  | 5  | 59 | 31 | +28 | 50   |
| 5è                                                                 | CF Peralada              | 27 | 13 | 7  | 7  | 38 | 26 | +12 | 46   |
| 6è                                                                 | FC Vilafranca            | 27 | 13 | 5  | 9  | 38 | 27 | +11 | 44   |
| 7è                                                                 | UE Vilassar de Mar       | 27 | 11 | 11 | 5  | 44 | 34 | +10 | 44   |
| 8è                                                                 | EC Granollers            | 27 | 13 | 4  | 10 | 50 | 34 | +16 | 43   |
| 9è                                                                 | CF La Pobla de Mafumet   | 27 | 12 | 6  | 9  | 34 | 27 | +7  | 42   |
| 10è                                                                | CE Manresa               | 27 | 11 | 6  | 10 | 37 | 28 | +9  | 39   |
| 11è                                                                | UE Castelldefels         | 27 | 11 | 5  | 11 | 37 | 37 | 0   | 38   |
| 12è                                                                | UA Horta                 | 27 | 10 | 6  | 11 | 39 | 48 | -9  | 36   |
| 13è                                                                | Cerdanyola del Vallès FC | 27 | 8  | 11 | 8  | 37 | 38 | -1  | 35   |
| 14è                                                                | UE Figueres              | 27 | 8  | 7  | 12 | 43 | 48 | -5  | 31   |
| 15è                                                                | CP San Cristóbal         | 27 | 8  | 7  | 12 | 31 | 38 | -7  | 31   |
| 16è                                                                | Santfeliuenc FC          | 27 | 8  | 5  | 14 | 31 | 44 | -13 | 29   |
| 17è                                                                | CD Banyoles              | 27 | 7  | 7  | 13 | 22 | 35 | -13 | 28   |
| 18è                                                                | CF Igualada              | 27 | 7  | 4  | 16 | 28 | 46 | -18 | 25   |
| 19è                                                                | UE Sants                 | 27 | 6  | 4  | 17 | 29 | 50 | -21 | 22   |
| En groc, els equips que disputaren la fase de promoció a Segona B. |                          |    |    |    |    |    |    |     |      |

## Estadístiques individuals

### Golejadors
| Jugador                | Gols |
| ---------------------- | ---- |
| Josep Soler Barnosell  | 9    |
| Iván Vidal González    | 8    |
| Ousman Touray          | 6    |
| Jonathan Dubasin       | 5    |
| Marc Gelmà Castillo    | 3    |
| Genís Balaguer Romero  | 2    |
| Bora Manel Barry Baldé | 2    |
| Enzo Daniel Sarmiento  | 2    |
| Gabriel Vidal González | 1    |
| Mario Jiménez García   | 1    |

Nota: Gols només a la lliga.